# 埃爾姆波因特 (伊利諾伊州)
埃爾姆波因特（英語：Elm Point）是位於美國伊利諾伊州邦德縣的一個鬼鎮。由於此地已於1876年被荒廢，本地已無人居住。

## 地理
埃爾姆波因特的座標為39°00′21″N 89°28′25″W / 39.00583°N 89.47361°W，而該地的平均海拔高度為146米（即479英尺）。